# Antonio Pacini (compositore)
Antonio Francesco Gaetano Saverio Pacini (Napoli, 7 luglio 1778 – Parigi, 10 marzo 1866) è stato un compositore, direttore d'orchestra e editore musicale italiano naturalizzato francese.
Fu insegnante di violino a Marsiglia e direttore d'orchestra a Nîmes, prima di stabilirsi a Parigi dove fu insegnante di canto e compositore di opéra-comique e romanze. Molto attivo anche nell'editoria musicale, pubblicò dal 1808 il Journal des Troubadours, poi Le Troubadour ambulant (1817-1829) e L'Écho lyrique (1827-1830), affermandosi in seguito come editore di Gioachino Rossini. Venne naturalizzato francese il 31 dicembre 1832.